# Ramón (Sänger)

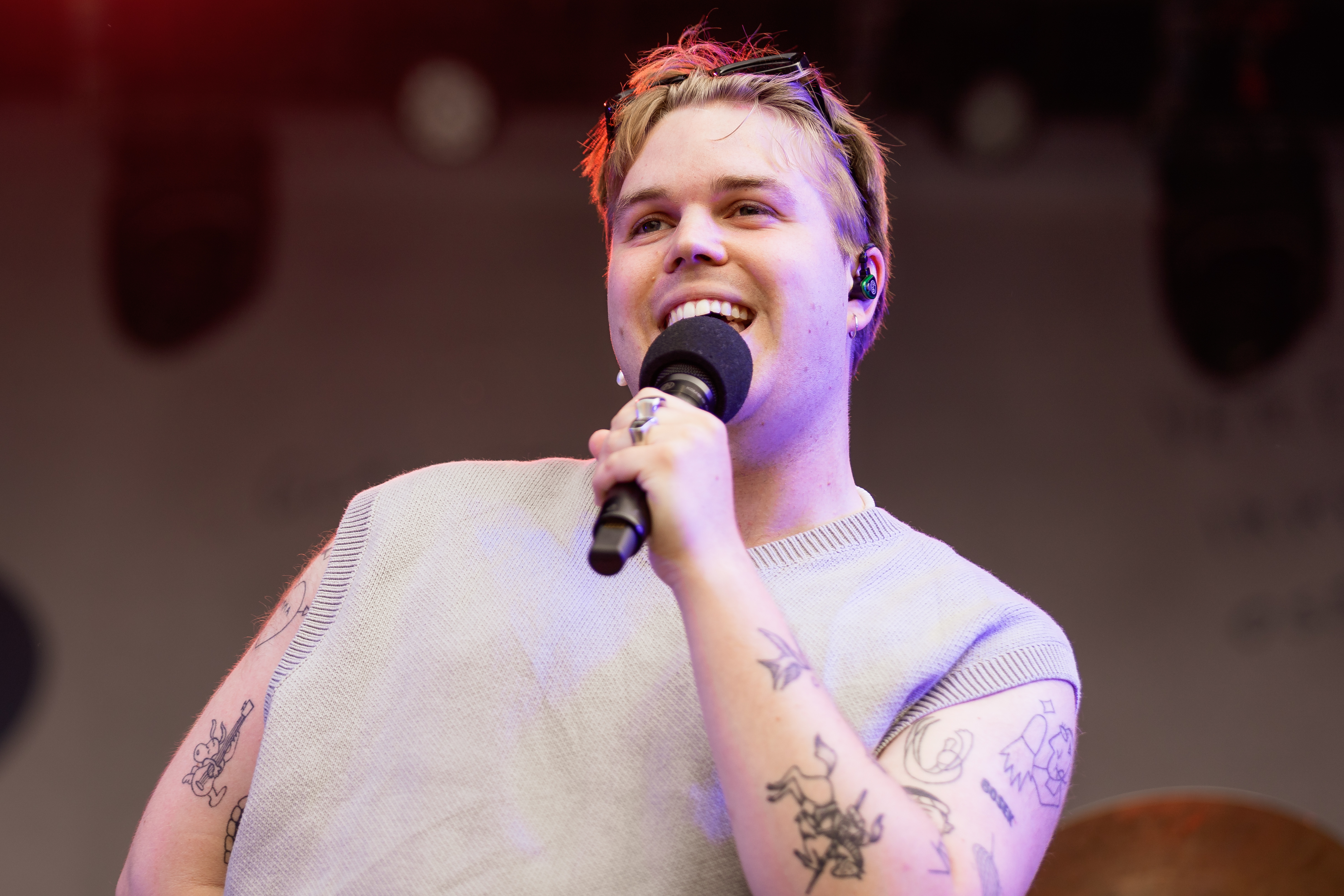
Ramón, 2022

Ramón Torres Andresen (* 1998) ist ein norwegischer Sänger und Songwriter. Er tritt unter dem Namen Ramón auf.

## Leben
Andresen ist der Sohn einer Norwegerin und eines Spaniers. Er lebte fünf Jahre in Alicante in Spanien, bevor er mit seiner Mutter nach Norwegen umzog. Dort wuchs er schließlich in Ski und Gjerdrum auf. Zu seinem Vater hat er eigenen Angaben zufolge keinen Kontakt. In seiner Kindheit spielte er in Musicals mit und sang im Kinderchor Oslo Soul Children. Im Jahr 2014 nahm er als 15-Jähriger an der Castingshow Idol teil. Dabei handelte es sich um einen norwegischen Ableger von Pop Idol. Im Jahr 2016 wirkte er an der Musikshow The Stream mit. In Ski besuchte er den Musikzweig der weiterführenden Schule und schrieb Lieder für unter anderem die beiden Popsängerinnen Astrid S und Julie Bergan. Im Anschluss an seine Schulzeit begann er Songwriting an der Høyskolen Kristiania zu studieren. Für sich selbst begann Andresen Lieder in norwegischer Sprache zu schreiben. Andresen gelang es, auch über das Videoportal TikTok Bekanntheit zu erlangen und einen Vertrag bei Universal Music Norway zu erhalten.
Im April 2020 veröffentlichte er seine Debüt-EP Når er det over. Im selben Jahr folgte noch seine zweite EP. Teilweise verwendete er für seine Lieder neben der norwegischen auch die spanische Sprache. Im Herbst 2021 konnte Andersen mit seinem Lied Smil pent sich in Norwegen erstmals in den Musikcharts platzieren. Im Februar 2022 folgte seine Single Ok jeg lover. Dieses konnte am ersten Tag der Veröffentlichung bei der Musikstreaming-Plattform Spotify den Rekord des in Norwegen bis dahin an einem Tag meistgestreamten Liedes erzielen. Innerhalb von 24 Stunden war es über 600.000 Mal abgespielt worden. Bereits vor der Veröffentlichung war ein Teaser über TikTok verbreitet worden. Das Lied wurde in der Zeitung Verdens Gang als ähnlich mit der Musik von Cezinando bezeichnet. Mit seinem Lied Leilo brenner, das in Zusammenarbeit mit dem schwedischen Sänger Victor Leksell entstanden war, konnte er sich erstmals auch in den schwedischen Charts platzieren.
Im September 2022 gab er sein Debütalbum Så klart det gjør vondt mit insgesamt neun Liedern heraus. Es stieg damit auf den ersten Platz der norwegischen Albumcharts ein. Beim Musikpreis P3 Gull wurde er im Jahr 2022 in der Kategorie „Künstler des Jahres“ sowie mit Ok jeg lover in der Kategorie „Lied des Jahres“ nominiert. Beim Spellemannprisen 2022 wurde er für das Musikvideo für Så klart det gjør vondt ausgezeichnet. Zudem war er in der Newcomer-Kategorie und Ok jeg lover als „Lied des Jahres“ nominiert. Ramón war einer der Teilnehmer der zu Beginn des Jahres 2024 ausgestrahlten Musikshow Hver gang vi møtes, im Rahmen derer er mehrere neue Singles veröffentlichte. Im September 2024 gab er das Album Torres Tivoli heraus. Beim Musikpreis P3 Gull gewann er im Jahr 2024 die Auszeichnung als „Künstler des Jahres“.

## Stil und Rezeption
Sein Debütalbum erhielt in Rezension bei der Verdens Gang (VG) sowie beim Radiosender NRK P3 jeweils vier von sechs Punkten. In beiden Kritiken wurde angemerkt, dass sich die Lieder thematisch und klanglich über weite Strecken sehr ähnlich seien. In der VG wurde er im norwegischen Kontext mit den Sängern Sondre Justad und Kristian Kristensen verglichen, als insgesamt passenderer Vergleich wurde Sam Smith herausgestellt. Die Lieder Noen sa de dro fra festen und Egg & bacon bezeichnete der Kritiker Marius Asp als Beispiele für „nahen, sakralen R&B-Pop“.

## Auszeichnungen
Spellemannprisen
- 2022: „Musikvideo des Jahres“ (für Så klart det gjør vondt)
- 2022: Nominierung in der Kategorie „Durchbruch des Jahres“
- 2022: Nominierung in der Kategorie „Lied des Jahres“ (für Ok jeg lover)
- 2024: Nominierung in der Kategorie „Songwriter des Jahres“

P3 Gull
- 2022: Nominierung in der Kategorie „Künstler des Jahres“[16]
- 2022: Nominierung in der Kategorie „Lied des Jahres“ für Ok jeg lover[17]
- 2024: „Künstler des Jahres“[18]

## Diskografie

### Alben
| Jahr | Titel                   | Höchstplatzierung, Gesamtwochen, AuszeichnungChartsChartplatzierungen (Jahr, Titel, Platzierungen, Wochen, Auszeichnungen, Anmerkungen) | Anmerkungen                                                                                   |
| Jahr | Titel                   | NO | Anmerkungen                                                                                   |
| ---- | ----------------------- | --- | --------------------------------------------------------------------------------------------- |
| 2021 | Smile pent, stå i ro    | NO2 Platin · (14 Wo.)NO | Erstveröffentlichung: 17. September 2021 EP                                                   |
| 2022 | Så klart det gjør vondt | NO1 Platin · (36 Wo.)NO | Erstveröffentlichung: 30. September 2022                                                      |
| 2024 | Hver gang vi møtes      | NO4 (10 Wo.)NO | Kompilation der Beiträge zur gleichnamigen Fernsehshow Erstveröffentlichung: 16. Februar 2024 |
| 2024 | Torres Tivoli           | NO3 (7 Wo.)NO | Erstveröffentlichung: 27. September 2024                                                      |

Weitere Alben
- 2020: Hvis jeg våkner opp igjen (EP)

### Singles
| Jahr | Titel Album                                  | Höchstplatzierung, Gesamtwochen, AuszeichnungChartplatzierungen (Jahr, Titel, Album, Platzierungen, Wochen, Auszeichnungen, Anmerkungen) | Höchstplatzierung, Gesamtwochen, AuszeichnungChartplatzierungen (Jahr, Titel, Album, Platzierungen, Wochen, Auszeichnungen, Anmerkungen) | Anmerkungen                                                                                                   |
| Jahr | Titel Album                                  | NO | SE | Anmerkungen                                                                                                   |
| ---- | -------------------------------------------- | --- | --- | --- |
| 2021 | Smil pent Smile pent, stå i ro               | NO3 Gold · (6 Wo.)NO | — | Erstveröffentlichung: 17. September 2021                                                                      |
| 2022 | Ok jeg lover Så klart det gjør vondt         | NO1 Platin · (27 Wo.)NO | — | Erstveröffentlichung: 18. Februar 2022                                                                        |
| 2022 | 17. mai Så klart det gjør vondt              | NO5 (7 Wo.)NO | — | Erstveröffentlichung: 29. April 2022                                                                          |
| 2022 | Leilo brenner –                              | NO17 (4 Wo.)NO | SE51 (1 Wo.)SE | Erstveröffentlichung: 10. Juni 2022 mit Victor Leksell                                                        |
| 2022 | Syrener –                                    | NO34 (1 Wo.)NO | — | Erstveröffentlichung: 20. Juli 2022 mit Olivia Lobato, Akustikversion von Lobatos Lied Syrener                |
| 2022 | Jeg elsker deg, men Så klart det gjør vondt  | NO7 (11 Wo.)NO | — | Erstveröffentlichung: 19. August 2022                                                                         |
| 2022 | Menn som meg Så klart det gjør vondt         | NO5 (4 Wo.)NO | — | Erstveröffentlichung: 30. September 2022                                                                      |
| 2023 | Tjueto –                                     | NO7 (4 Wo.)NO | — | Erstveröffentlichung: 9. März 2023                                                                            |
| 2023 | Tivoli Torres Tivoli                         | NO30 (1 Wo.)NO | — | Erstveröffentlichung: 14. April 2023                                                                          |
| 2023 | Marionett Torres Tivoli                      | NO25 (1 Wo.)NO | — | Erstveröffentlichung: 13. Oktober 2023                                                                        |
| 2024 | Wow Hver gang vi møtes                       | NO1 (9 Wo.)NO | — | Erstveröffentlichung: 29. Dezember 2023 Beitrag zu Hver gang vi møtes, Original: Matoma                       |
| 2024 | Tir n’a noir Hver gang vi møtes              | NO10 (3 Wo.)NO | — | Erstveröffentlichung: 5. Januar 2024 Beitrag zu Hver gang vi møtes, Original: Vamp                            |
| 2024 | Oslo Hver gang vi møtes                      | NO39 (1 Wo.)NO | — | Erstveröffentlichung: 12. Januar 2024 Beitrag zu Hver gang vi møtes, Original: Mari Boine                     |
| 2024 | Aldri mer dans Hver gang vi møtes            | NO37 (1 Wo.)NO | — | Erstveröffentlichung: 26. Januar 2024 Beitrag zu Hver gang vi møtes, Original: Ole Ivars                      |
| 2024 | Bli Hver gang vi møtes                       | NO34 (1 Wo.)NO | — | Erstveröffentlichung: 2. Februar 2024 Beitrag zu Hver gang vi møtes, Original: Emelie Hollow                  |
| 2024 | Ingen har sett eller hørt Hver gang vi møtes | NO29 (1 Wo.)NO | — | Erstveröffentlichung: 9. Februar 2024 Beitrag zu Hver gang vi møtes, Original: Highasakite                    |
| 2024 | Gud vær snill la meg bli Hver gang vi møtes  | NO40 (1 Wo.)NO | — | mit Emelie Hollow Erstveröffentlichung: 16. Februar 2024 Beitrag zu Hver gang vi møtes, Original: Highasakite |
| 2024 | Oops! Torres Tivoli                          | NO19 (1 Wo.)NO | — | Erstveröffentlichung: 15. März 2024                                                                           |
| 2024 | Henda i været Torres Tivoli                  | NO15 (3 Wo.)NO | — | Erstveröffentlichung: 7. Juni 2024                                                                            |
| 2025 | Jeg holder pusten til du drar –              | NO10 (4 Wo.)NO | — | Erstveröffentlichung: 11. April 2025                                                                          |
| 2025 | Skjorte & slips –                            | NO9 (… Wo.)NO | — | Erstveröffentlichung: 30. Mai 2025                                                                            |

Weitere Singles
- 2020: Blå sommer
- 2020: Han
- 2020: Elsk meg (samme hva) (mit Maja Kalena)
- 2021: Jeg vil bare danse igjen
- 2021: Macho
- 2021: Sint, såra & sykt sjalu